# گروه‌های قومی آذربایجانی
چندین گروه قومی آذربایجانی وجود دارد که هر کدام ویژگی‌های اقتصادی، فرهنگی و زندگی روزمره خود را دارند. بعضی از گروه‌های قومی آذربایجانی تا ربع آخر قرن نوزدهم ادامه داشتند.
گروه‌های اصلی آذربایجانی:
- آیروملوها[۲]
- بیات[۳]
- قره‌داغی‌ها[۲][۴]
- قزلباش‌ها[۵]
- قره‌پاپاق‌ها[۶]
- قبیله پادار[۲][۷]
- تراکمه[۸][۹]
- شاهسون‌ها[۲][۱۰][۱۱][۱۲]
- قبایل قره‌داغ
- قاجارها[۱۳]